# Europaspiele 2015/Radsport
Bei den Europaspielen 2015 in Baku, Aserbaidschan wurden vom 13. bis 28. Juni 2015 insgesamt acht Wettbewerbe im Radsport ausgetragen (je vier für Frauen und Männer). Davon entfielen je zwei auf den Straßenradsport sowie je einer auf Mountainbike und BMX.

## Medaillengewinner

### Straße
| Disziplin          | Gold                  | Silber               | Bronze                |
| ------------------ | --------------------- | -------------------- | --------------------- |
| Straßenrennen F    | Alena Amjaljussik     | Katarzyna Niewiadoma | Anna van der Breggen  |
| Einzelzeitfahren F | Ellen van Dijk        | Hanna Solowej        | Annemiek van Vleuten  |
| Straßenrennen M    | Luis León Sánchez Gil | Andrij Hrywko        | Petr Vakoč            |
| Einzelzeitfahren M | Wassil Kiryjenka      | Stef Clement         | Luis León Sánchez Gil |

### Mountainbike
| Disziplin       | Gold          | Silber             | Bronze            |
| --------------- | ------------- | ------------------ | ----------------- |
| Cross-Country F | Jolanda Neff  | Kathrin Stirnemann | Maja Włoszczowska |
| Cross-Country M | Nino Schurter | Lukas Flückiger    | Fabian Giger      |

Jolanda Neff gewann die erste Goldmedaille bei den Europaspielen.

### BMX
| Disziplin | Gold               | Silber          | Bronze          |
| --------- | ------------------ | --------------- | --------------- |
| Frauen    | Simone Christensen | Magalie Pottier | Aneta Hladíková |
| Männer    | Joris Daudet       | Twan van Gendt  | David Graf      |

## Medaillenspiegel
| Rang   | Land        | Gold | Silber | Bronze | Gesamt |
| ------ | ----------- | ---- | ------ | ------ | ------ |
| 1      | Schweiz     | 2    | 2      | 2      | 6      |
| 2      | Belarus     | 2    | 0      | 0      | 2      |
| 3      | Niederlande | 1    | 2      | 2      | 5      |
| 4      | Frankreich  | 1    | 1      | 0      | 2      |
| 5      | Spanien     | 1    | 0      | 1      | 2      |
| 6      | Dänemark    | 1    | 0      | 0      | 1      |
| 7      | Ukraine     | 0    | 2      | 0      | 2      |
| 8      | Polen       | 0    | 1      | 1      | 2      |
| 9      | Tschechien  | 0    | 0      | 2      | 2      |
| Gesamt | Gesamt      | 8    | 8      | 8      | 24     |